# Ulisse Baruffini
Ulisse Baruffini (Milano, 4 maggio 1880 – Milano, 17 febbraio 1958) è stato un calciatore, dirigente sportivo, allenatore di calcio arbitro di calcio italiano.

## Biografia
Avvocato e socio del Milan, Baruffini nel club rossonero rivestì il ruolo di dirigente, incarico che ricoprì dal 1911 al 1928, comparendo in un'amichevole di vecchie glorie nel 1913.
Dal dicembre 1912 al giugno 1913 fece parte della commissione tecnica della nazionale italiana di calcio.
Nel 1921 fu eletto primo presidente della Lega Nord, carica annuale che mantenne per un triennio.
Nel 1925 scrisse il libello Il Milan Football Club visto durante venticinque anni di sua vita, che fu la prima pubblicazione sulla storia del club milanese.
Nel 1926 fu richiamato dalla fascistizzata FIGC alla guida della Lega, trasformata nel Direttorio Divisioni Superiori.